# Навигатор игрового мира
«Навига́тор игрово́го ми́ра» (укр. Навігатор ігрового світу), також відомий як «Game World Navigator» — російський відеоігровий журнал, заснований у 1997 році Ігорем Бойком, Денисом Давидовим і Сергієм Журавським.
Девіз журналу — «Ми віримо — цей світ реальний». Також у свій час використовувався девіз «PC only and forever!» (укр. ПК лише й завжди!), який підкреслював, що журнал не пише про консольні ігри. Від нього, як і від цього обмеження, журнал відмовився 2012 року.
Біля витоків журналу стояли троє журналістів і гравців, які випускали проходження ігор у збірках серії «Комп'ютерні ігри» від видавництва «Аквариум». Першим головним редактором став Денис Давидов (у майбутньому також керівник журналу «Игромания»), який придумав назву, структуру розділів і талісман журналу. Наприкінці 1998 року через кризу в країні та неможливість випускати журнал у строк Давидов звільнився, і відтоді майже беззмінним головним редактором став Ігор Бойко.